# Ежаков, Ефим Николаевич
Ефим Николаевич Ежаков (20 октября 1914, Новосибирск — 18 марта 1990, Новосибирск) — бригадир штукатуров строительно-монтажного управления № 1 треста «Отделстрой-4» Новосибирского совнархоза. Герой Социалистического Труда (09.08.1958).

## Биография
20 октября 1914 году в городе Новосибирск в семье русских родился Ефим Ежаков. Прошёл обучение в средней школе и прослушал курсы штукатуров. В 1930 году начал работать штукатуром. С 1935 года работал в строительно-монтажном управление треста № 43 города Новосибирска. Несколько лет был бригадиром бригады штукатуров, которая превысила производительность труда в 1,5 раза. 
Указом от 9 августа 1958 года за успехи в строительной работе и большой вклад в производственную деятельность Ефим Ежаков был удостоен звания Герой Социалистического Труда с вручением Ордена Ленина и золотой медали "Серп и Молот".
До выхода на пенсию работал в родном тресте. Избирался депутатом Новосибирского областного Совета трудящихся с 5 по 7 созывы.  
Проживал в Новосибирске. Умер 18 марта 1990 года. Похоронен на Заельцовском кладбище.

## Награды
Имеет следующие награды, за трудовые успехи:
- Герой Социалистического Труда (09.08.1958);
- Орден Ленина (09.08.1958).